# Kanalbrücke Magdeburg
Il Kanalbrücke Magdeburg (letteralmente: «ponte canale di Magdeburgo») è un ponte canale situato a Magdeburgo nella Germania centrale. La struttura attraversa il fiume Elba e collega direttamente il Mittellandkanal situato ad ovest e il canale Elbe-Havel a est del fiume. La sua costruzione iniziò nel 1997 e fu completata nel 2003.